# José Luis Malibrán

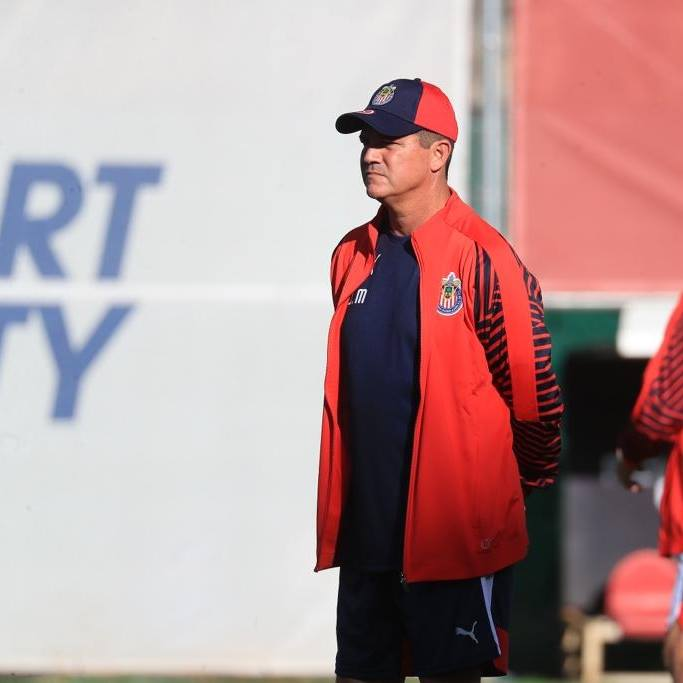
José Luis como Auxiliar en un entrenamiento el Club Deportivo Guadalajara en 2019

José Luis Malibrán Lacorte (Poza Rica de Hidalgo, Veracruz, México, 21 de noviembre de 1967) es un exfutbolista profesional mexicano que jugaba de delantero centro y su último club fue el Tiburones Rojos de Veracruz en el Ascenso MX. Fue jugador en clubes como; Morelia, Atlante, Veracruz, Tampico Madero, Toros Neza, Cruz Azul y Toluca.
Y tuvo un breve pasaje por el club deportivo Guadalajara de auxiliar técnico con Tomas Boy en la temporada 2019-2020 .

## Sus Inicios
En su primer Torneo de Fútbol de Barrios logró a sus 14 años el título de novato del año. Con 15 años comenzó jugando para Petroleros de Poza Rica en la Segunda División de México pero tras un par de buenas temporadas el C.F. Atlante lo llamó para que hiciera una prueba en el equipo. Al final se quedó en el Club de Fútbol Atlante.

## Trayectoria
Participó por primera vez en el fútbol mexicano en la temporada 1986 - 87 para el C.F. Atlante. Su debut como profesional se dio en la jornada 6 de la fase regular en la derrota 1-0 contra el Monterrey, entró de cambio al minuto 61 del encuentro. Su primer gol fue hasta la jornada 8 en la derrota 4-2 ante el Estudiantes Tecos.
Entre 1987 y 1990 jugó dos temporadas en lapsos diferentes para el Tampico Madero, jugó un total de 1684 minutos haciendo 6 tantos. Para la temporada 1988-89 fue fichado por el Cruz Azul, jugando 365 minutos anotando 2 dinas, temporada que, a la postre, terminaría como subcampeón, perdiendo en la final con el América.
Fichó con Correcaminos para la 1990-91 teniendo una de las temporadas más efectivas de su carrera anotando en 10 ocasiones, jugando un total de 1917 minutos. La primera vez que jugó para Veracruz fue en la 1991-92 esta es la temporada más fructífera de toda su carrera, anotando 13 goles teniendo un total de 2358 minutos en el terreno de juego.
Tuvo en Toluca (1992-93) una de sus temporadas más irregulares, jugando 1258 minutos anotando solo 2 goles. En Toros Neza (1993-94) recuperó un poco su nivel y anotó 5 veces y jugó 2566 minutos. En su regreso a Veracruz para la 1994-95, anotó 11 goles (hizo dos dobletes uno contra Tigres y otro contra el C.F. Atlante) y jugó 2213 minutos. En la 1995-96 solo metió 2 goles.
Durante las dos temporadas (1996-97/1997-98) que jugó en el C.F. Atlante solo marcó 3 goles, disputando 1014 minutos. Para la 1998-99 el Venados lo fichó para el Ascenso MX, terminando esta temporada con 11 goles y consiguiendo el título del Ascenso MX. 
Durante el año y medio que estuvo en Monarcas Morelia (1999-00) solo anotó un gol y jugó 255 minutos. Regresó a Veracruz para la temporada 2001-02, terminó su carrera al final de esta temporada ascendiendo al Tiburones Rojos a Primera División.

## Estadísticas

### Clubes
| Club             | Div.          | Temporada     | Liga  | Liga  | Liga   | Copa Nacionales | Copa Nacionales | Copa Nacionales | Total | Total | Total  | Media Goleadora |
| Club             | Div.          | Temporada     | Part. | Goles | Asist. | Part.           | Goles           | Asist.          | Part. | Goles | Asist. | Media Goleadora |
| ---------------- | ------------- | ------------- | ----- | ----- | ------ | --------------- | --------------- | --------------- | ----- | ----- | ------ | --------------- |
| C.F. Atlante     | 1ª            | 1986-87       | 25    | 4     | 0      | -               | -               | -               | 25    | 4     | 0      | 0.16            |
| C.F. Atlante     | 1ª            | 1996-97       | 13    | 3     | 1      | -               | -               | -               | 13    | 3     | 1      | 0.23            |
| C.F. Atlante     | 1ª            | 1997-98       | 14    | 0     | 0      | -               | -               | -               | 14    | 0     | 0      | 0               |
| C.F. Atlante     | Total club    | Total club    | 52    | 7     | 1      | 0               | 0               | 0               | 52    | 7     | 1      | 0.13            |
| Tampico Madero   | 1ª            | 1987-88       | 25    | 3     | 0      | -               | -               | -               | 25    | 3     | 0      | 0.12            |
| Tampico Madero   | 1ª            | 1989-90       | 11    | 3     | 0      | -               | -               | -               | 11    | 3     | 0      | 0.27            |
| Tampico Madero   | Total club    | Total club    | 36    | 6     | 0      | 0               | 0               | 0               | 36    | 6     | 0      | 0.16            |
| Cruz Azul        | 1ª            | 1988-89       | 11    | 2     | 0      | -               | -               | -               | 11    | 2     |        | 0.18            |
| Cruz Azul        | Total club    | Total club    | 11    | 2     | 0      | 0               | 0               | 0               | 11    | 2     | 0      | 0.18            |
| Correcaminos     | 1ª            | 1990-91       | 28    | 10    | 1      | -               | -               | -               | 28    | 10    | 1      | 0.35            |
| Correcaminos     | Total club    | Total club    | 28    | 10    | 1      | 0               | 0               | 0               | 28    | 10    | 1      | 0.35            |
| Veracruz         | 1ª            | 1991-92       | 33    | 13    | 0      | -               | -               | -               | 33    | 13    | 0      | 0.39            |
| Veracruz         | 1ª            | 1994-95       | 33    | 11    | 3      | -               | -               | -               | 33    | 11    | 3      | 0.33            |
| Veracruz         | 1ª            | 1995-96       | 34    | 2     | 0      | -               | -               | -               | 34    | 2     | 0      | 0.05            |
| Veracruz         | 2ª            | 2001-02       | 18    | 3     | 0      | -               | -               | -               | 18    | 3     | 0      | 0.16            |
| Veracruz         | Total club    | Total club    | 118   | 29    | 3      | 0               | 0               | 0               | 118   | 29    | 3      | 0.24            |
| Toluca           | 1ª            | 1992-93       | 27    | 2     | 0      | -               | -               | -               | 27    | 2     | 0      | 0.07            |
| Toluca           | Total club    | Total club    | 27    | 2     | 0      | 0               | 0               | 0               | 27    | 2     | 0      | 0.07            |
| Toros Neza       | 1ª            | 1993-94       | 29    | 5     | 0      | -               | -               | -               | 25    | 5     | 0      | 0.17            |
| Toros Neza       | Total club    | Total club    | 29    | 5     | 0      | 0               | 0               | 0               | 29    | 5     | 0      | 0.17            |
| Venados Yucatán  | 2ª            | 1998-99       | 31    | 11    | 0      | -               | -               | -               | 31    | 11    | 0      | 0.35            |
| Venados Yucatán  | Total club    | Total club    | 31    | 11    | 0      | 0               | 0               | 0               | 31    | 11    | 0      | 0.35            |
| Monarcas Morelia | 1ª            | 1999-2000     | 13    | 1     | 0      | -               | -               | -               | 13    | 1     | 0      | 0.08            |
| Monarcas Morelia | Total club    | Total club    | 13    | 1     | 0      | 0               | 0               | 0               | 13    | 1     | 0      | 0.08            |
| Total carrera    | Total carrera | Total carrera | 345   | 73    | 5      | 0               | 0               | 0               | 345   | 73    | 0      | 0.21            |

## Palmarés
| Club     | Trofeo     | Temporada | Sede   |
| -------- | ---------- | --------- | ------ |
| Venados  | Ascenso MX | 1998-99   | México |
| Veracruz | Ascenso MX | 2001-02   | México |

## Fuera de los terrenos de juego

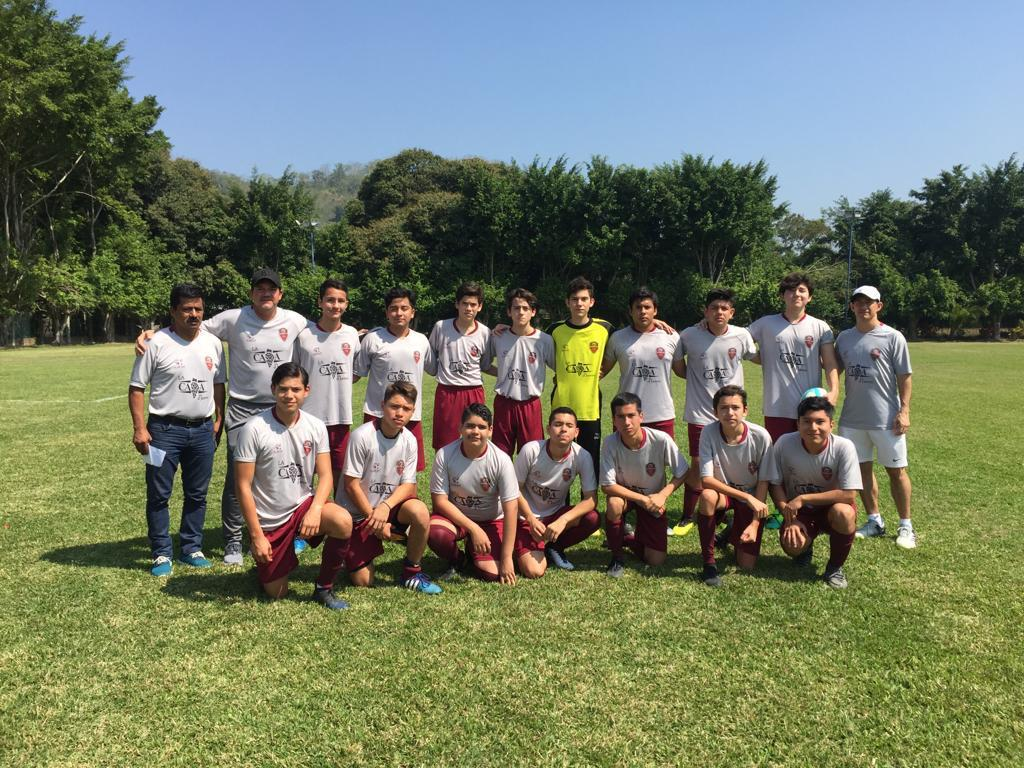
Equipo Juvenil B, Deportivo Malibrán 2019

Tiempo después de su retiro fue director deportivo de Correcaminos, también fue director deportivo de Tiburones Rojos de Veracruz y Gallos Blancos del Querétaro (Todos en Primera División); así como también fue director deportivo de Delfines Fútbol Club.
Fue auxiliar de Tomás Boy en su transcurso por el Club Deportivo Guadalajara en la campaña 2019-2020 de la Liga Mx

En 2018 fundó un equipo juvenil de alto rendimiento llamado ¨Deportivo Malibrán¨ en Poza Rica, Veracruz. Promover el desarrollo de una nueva generación de deportistas integrales mediante la práctica y promoción de valores. En donde se dedica entrenar y desarrollar las habilidades de los chicos con sus conocimientos, para que se puedan convertir en jugadores profesionales. 